# جورج لاندون إينجراهام
جورج لاندون إينجراهام (بالإنجليزية: George Landon Ingraham)‏ هو قاضي ومحامي أمريكي، ولد في 1 أغسطس 1847 في نيويورك في الولايات المتحدة، وتوفي بنفس المكان في 24 يناير 1931.